# Acanthosoma
Acanthosoma is een geslacht van wantsen uit de familie kielwantsen (Acanthosomatidae). Het geslacht werd voor het eerst wetenschappelijk beschreven door Curtis in 1824.

## Soorten
Het genus bevat de volgende soorten:

- Acanthosoma acutangulata S.L. Liu, 1979
- Acanthosoma asahinai Ishihara, 1943
- Acanthosoma atayal Tsai & Redei, 2015
- Acanthosoma axicia Tsai & Redei, 2015
- Acanthosoma axillaris Jakowleff, 1889
- Acanthosoma chinanum Kiritshenko, 1931
- Acanthosoma crassicaudum Jakovlev, 1880
- Acanthosoma debile Förster, 1891
- Acanthosoma dentata De Geer, 1773
- Acanthosoma denticauda Jakovlev, 1880
- Acanthosoma distinctum Dallas, 1851
- Acanthosoma emeiense S.L. Liu, 1980
- Acanthosoma expansum Horváth, 1905
- Acanthosoma fallax Tsai & Redei, 2015
- Acanthosoma firmatum (Walker, 1868)
- Acanthosoma forcipatum Reuter, 1881
- Acanthosoma forfex Dallas, 1851
- Acanthosoma forficula Jakovlev, 1880
- Acanthosoma haemorrhoidale (Linnaeus, 1758)
- Acanthosoma ishiharai Yamamoto & Hayashi, 2011
- Acanthosoma joursacensis Piton, 1933
- Acanthosoma labiduroides Jakovlev, 1880
- Acanthosoma laevicorne Dallas, 1851
- Acanthosoma livida Heer, 1853
- Acanthosoma lividum Heer, 1853
- Acanthosoma maculata Heer, 1853
- Acanthosoma morloti Heer, 1853
- Acanthosoma nigrodorsum Hsiao & S.L. Liu, 1977
- Acanthosoma nigrospina Hsiao & S.L. Liu, 1977
- Acanthosoma pugnax Tsai & Redei, 2015
- Acanthosoma shensiense Hsiao & S.L. Liu, 1977
- Acanthosoma sichuanense (Liu, 1980)
- Acanthosoma sinense S.L. Liu, 1980
- Acanthosoma spinicolle Jakovlev, 1880
- Acanthosoma versicolor (Distant, 1910)
- Acanthosoma vicinum Uhler, 1861
- Acanthosoma zanthoxylum Hsiao & S.L. Liu, 1977